# Teodora Injac
Teodora Injac (Belgrado, 26 mei 2000) is een schaakster uit Servië. Zij heeft de titels internationaal meester (IM) en grootmeester bij de vrouwen (WGM). Ze kreeg de WGM-titel in 2021, en de IM-titel in 2023. In 2025 werd ze Europees kampioen bij de vrouwen. 

## Individuele resultaten
Ze won het Servische schaakkampioenschap voor vrouwen in 2018, 2019 en 2020. Ze was de jongste die ooit dit kampioenschap won. 
Ze werd in 2018 derde op het wereldkampioenschap schaken voor jeugd in Porto Carras, Griekenland.
Ze kwalificeerde zich voor de Wereldbeker schaken voor vrouwen van 2021, waar ze, als 63e geplaatst, in de eerste ronde met 2-0 won van Dina Belenkaya, voordat ze met 0,5-1,5 in de tweede ronde werd verslagen door de als 2e geplaatste Kateryna Lahno.
In 2021 werd ze grootmeester bij de vrouwen (WGM), in 2023 werd ze internationaal meester (IM).  
Op de Wereldbeker schaken voor vrouwen van 2023, gehouden in Bakoe, Azerbeidzjan, versloeg ze in de eerste ronde Nurai Sovetbekova met 2-0 en vervolgens in de tweede ronde Sophie Milliet met 1,5-0,5. In ronde 3 won ze met  3-1 van de winnaar van de Wereldbeker Schaken 2021 en voormalig wereldkampioen bij de vrouwen Aleksandra Kostenjoek. In ronde 4 werd ze met 0,5-1,5 uitgeschakeld door Polina Shuvalova.
Injac won in 2025 het Europees schaakkampioenschap voor vrouwen, gehouden in Rhodos, Griekenland.
In mei 2025 was haar Elo-rating 2474.  

## Resultaten in nationale schaakteams
Op 17-jarige leeftijd werd ze lid van het Servische nationale vrouwenteam, waarmee ze inmiddels vier keer heeft deelgenomen aan het Europees kampioenschap schaken voor landenteams voor vrouwen: in 2017 in Chersonissos, Kreta, in 2019 in Batoemi, Georgië, in 2021 in Brežice, Slovenië, en in 2023 in Budva, Montenegro.
Op het Europees kampioenschap schaken voor landenteams in 2023 ontving ze een gouden medaille voor het beste resultaat aan het eerste bord (7 pt. uit 9, performance rating 2596) waarmee ze haar eerste grootmeester-norm behaalde. Ze is de eerste Servische schaakster ooit die een GM-norm behaald heeft. 
Ze was lid van het Servische team bij de 43e Schaakolympiade in 2018 in Batoemi, Georgië, en op de 44e Schaakolympiade in 2022. in Chennai, India.

## Externe koppelingen
- (en)   Informatie over schaakpartijen van Teodora Injac op ChessGames.com
- (en)   Informatie over schaakpartijen van Teodora Injac op 365chess.com
- (en)  FIDE-ratinggegevens voor Teodora Injac